# Prišnjak Mali (Murter)
Prišnjak Mali je nenaseljeni otočić kod Murtera, između otočića Radelj i Arta Mala. Pripada Hrvatskoj.
Njegova površina iznosi 0,042 km². Dužina obalne crte iznosi 0,92 km.